# Thala (delegación)
Thala es una delegación de la gobernación de Kasserine en Túnez. En 2018 tenía una población censada de 38 498 habitantes.
Se encuentra ubicada en el centro-oeste del país, cerca del Djebel Chambi —la montaña más alta del país, con 1544 m— y de la frontera con Argelia.